# Cavia (azienda)
Cavia, Inc. (株式会社キャビア?, Kabushiki gaisha Kyabia) è stata un'azienda sviluppatrice di videogiochi giapponese. Il nome dell'azienda è un acronimo di Computer Amusement Visualizer.
Nel luglio del 2010, è stato ufficialmente annunciato che la compagna sarebbe stata sciolta ed assorbita dalla AQ Interactive. L'ultimo videogame sviluppato dalla Cavia è stato Nier, distribuito nel maggio del 2010.

## Games
- Nihon Daihyo-senshu Ni Naro - (2002, PlayStation 2)
- One Piece: Nanatsu shima no daihihō - (2002, Game Boy Advance)
- Resident Evil: Dead Aim - (2003, PlayStation 2)
- Drakengard - (2003, PlayStation 2)
- Takahashi Naoko no Marathon shiyouyo! - (2003, PlayStation 2)
- Kamen Rider Seigi no Keifu - (2003, PlayStation 2)
- Soccer Life! - (2004, PlayStation 2)
- Ghost in the Shell: Stand Alone Complex - (2004, PlayStation 2)
- Dragon Ball Z: Supersonic Warriors - (2004, Game Boy Advance)
- Steamboy - (2005, PlayStation 2)
- Soccer Life 2 - (2005, PlayStation 2)
- Drakengard 2 - (2005, PlayStation 2)
- Naruto: Uzumaki Chronicles - (2005, PlayStation 2)
- Beat Down: Fists of Vengeance - (2005, PlayStation 2/Xbox)
- Dragon Ball Z: Supersonic Warriors 2 - (2005, Nintendo DS)
- Tetris: The Grand Master Ace - (2005, Xbox 360)
- Tsuushin Taisen Majyan: Toryumon - (2006, Xbox 360)
- Zitsuroku Oniyomenikki: Shiuchi Ni Taeru Otto No Rifuzintaiken Adventure - (2006, PlayStation Portable)
- Dragon Quest: Shōnen Yangus to Fushigi no Dungeon - (2006, PlayStation 2)
- WinBack 2: Project Poseidon - (2006, PlayStation 2/Xbox)
- Lovely Complex: Punch de Conte - (2006, PlayStation 2)
- Bullet Witch - (2006, Xbox 360)
- Zegapain XOR - (2006, Xbox 360)
- Naruto: Konoha Spirits - (2006, PlayStation 2)
- Zegapain NOT - (2006, Xbox 360)
- Death Note: Kira Game - (2006, Nintendo DS)
- Victorious Boxers: Revolution - (2007, Wii)
- Fate/tiger colosseum - (2007, PlayStation Portable)
- Resident Evil: The Umbrella Chronicles - (2007, Wii)
- Sega Bass Fishing - (2008, Wii)
- KORG DS-10 - (2008, DS)
- KORG DS-10 plus - (2009, DS/DSi)
- Resident Evil: The Darkside Chronicles - (2009, Wii)
- Nier Gestalt - (2010, PlayStation 3, Xbox 360)
- Nier Replicant - (2010, PlayStation 3)
- Cry On - (Cancellato, Xbox 360)